# Vlag van Cornwerd

Vlag van Cornwerd

De vlag van Cornwerd is de dorpsvlag van het Nederlandse dorp Cornwerd, in de Friese gemeente Súdwest-Fryslân. Deze vlag is ontworpen door Klaes Sierksma. De vlag werd in 1955 aangenomen en in 1969 geregistreerd.
Bij gemeenteraadsbesluit van 19 april 1955 zijn een vlag vastgesteld voor de 27 dorpen van de vroegere gemeente Wonseradeel. Deze vlag is ontworpen door Klaes Sierksma.

## Ontwerp
De vlag bestaat uit diagonale vlakken van rood en geel rechtsgeschuind, met tussen in een zwarte dwarsbalk. Aan de mastzijde toont een blauwe verticale baan met daarin een wit blokje.

## Verklaring
De kleuren rood, geel en zwart zijn afgeleid van het dorpswapen. De mastzijde toont de vlag van Wonseradeel, de gemeente waar Cornwerd eerder tot behoorde.

## Zie ook

Wapen van Cornwerd